# Yanghezhen (ort i Kina, Shaanxi, lat 32,93, long 107,74)
Yanghezhen är en ort i Kina. Den ligger i provinsen Shaanxi, i den nordvästra delen av landet, omkring 180 kilometer sydväst om provinshuvudstaden Xi'an. Antalet invånare är 25 668. Befolkningen består av 12 542 kvinnor och 13 126 män. Barn under 15 år utgör 17,0 %, vuxna 15-64 år 72 %, och äldre över 65 år 10,0 %.
Runt Yanghezhen är det ganska tätbefolkat, med 90 invånare per kvadratkilometer. Närmaste större samhälle är Xixiang, 6,6 km norr om Yanghezhen. I omgivningarna runt Yanghezhen växer i huvudsak blandskog.
Genomsnittlig årsnederbörd är 1 257 millimeter. Den regnigaste månaden är juli, med i genomsnitt 274 mm nederbörd, och den torraste är december, med 3 mm nederbörd.